# کروک (کلرادو)
کروک (به انگلیسی: Crook) شهری در ایالت کلرادو کشور ایالات متحده آمریکا است که جمعیت آن در سرشماری سال ۲۰۱۰ میلادی، ۱۱۰ نفر بوده‌است.